# José Zapata (football, 1957)
Pour les articles homonymes, voir José Zapata.
José Augusto Zapata Guzmán, surnommé Pata de rana (« pied de grenouille »), né le 20 juillet 1957 à Talara au Pérou, est un footballeur péruvien. Il jouait au poste d'attaquant.

## Biographie

### Carrière en club
Joueur majeur de l'Atlético Torino de sa ville natale de Talara, où il joue à plusieurs reprises dans les années 1980 et 1990, José Zapata était réputé pour ses buts sur corner ou depuis le milieu de terrain. Vice-champion du Pérou en 1980, il participe à la Copa Libertadores 1981 (cinq matchs) avec l'Atlético Torino. 
En 1982, il passe à l'Universitario de Deportes de Lima où il est sacré champion cette saison-là. Il dispute avec ce dernier club l'édition 1983 de la Copa Libertadores (un match). 
Il joue également à deux reprises avec l'Alianza Atlético de Sullana en 1988 et entre 1993 et 1994.

### Carrière en équipe nationale
International péruvien, José Zapata compte trois matchs en équipe du Pérou (pour aucun but marqué) entre 1980 et 1984. Il avait préalablement disputé avec l'équipe du Pérou olympique le Tournoi pré-olympique de la CONMEBOL 1980.

## Palmarès
| Universitario de Deportes - Championnat du Pérou (1) : - Champion : 1982. |  | Atlético Torino - Championnat du Pérou : - Vice-champion : 1980. |